# 三氯化氮
三氯化氮，也称为三氯胺，是化学式为NCl3的化合物。这个黄色、油状、具有刺激性气味的液体，经常可以在氨的衍生物与氯的反应的副产物中见到。纯的NCl3是非常活泼的。把自来水用氯胺消毒，就会有少量三氯化氮产生。

## 制备和结构
三氯化氮可由氯气与铵盐（例如硝酸铵）的反应来制备：
{\displaystyle {\rm {4NH_{3}+3Cl_{2}\longrightarrow NCl_{3}+3NH_{4}Cl}}}
反应中间体包括氯胺（NH2Cl）和二氯胺（NHCl2）。
NCl3分子具有三角锥结构，N-Cl键长为1.76 Â，Cl-N-Cl键角为107°。 氮（3.04）和氯（3.16）的电负性相差不大。

## 反应
三氯化氮水解生成氨和次氯酸：
{\displaystyle {\rm {NCl_{3}+3H_{2}O\rightarrow NH_{3}+3HClO}}}

## 安全
三氯化氮非常容易爆炸，对光、热和有机化合物都非常敏感。皮埃尔·路易·杜隆在1812年首先制得三氯化氮，在制备的过程中丢掉了两个手指和一只眼睛。漢弗里·戴維也因制备三氯化氮而导致視力受損，因此僱用麥可·法拉第作为合作者。
比利时的研究人员报告，NCl3和儿童哮喘（氣喘）病例的上升有潜在的联系。2017年，香港经济日报引用2014年普渡大學及中国农业大学一项研究，指三氯化氮作為一種含氨的尿液與用作游泳池消毒的氯氣混合後的副產物之一，普遍存在於泳池水裡，刺激泳客而使他們眼紅及流鼻涕。

## 注解
1. ↑  Holleman, A. F.; Wiberg, E. "Inorganic Chemistry" Academic Press: San Diego, 2001. ISBN 0-12-352651-5.
2. ↑  Humphry Davy. . Philosophical Transactions of the Royal Society of London. 1813, 103: 1–7. doi:10.1098/rstl.1813.0002.
3. ↑  Bernard A, Carbonnelle S, de Burbure C, Michel O, Nickmilder M.  (PDF). Environmental Health Perspectives. 2006, 114 (10): 1567–1573  [2008-07-18]. （原始内容 (PDF)存档于2008-05-28）.
4. ↑  . 香港經濟日報. 2017-08-18  [2017-09-02]. （原始内容存档于2017-09-02） （中文（繁體））.